# Goneatara platyrhinus
Goneatara platyrhinus là một loài nhện trong họ Linyphiidae.
Loài này thuộc chi Goneatara. Goneatara platyrhinus được Crosby & Bishop miêu tả năm 1927.